# Cipeundeuy (Cipeundeuy, Bandung Barat)
Cipeundeuy is een bestuurslaag in het regentschap Bandung Barat van de provincie West-Java, Indonesië. Cipeundeuy telt 5756 inwoners (volkstelling 2010).